# 장외룡
장외룡(張外龍, 1959년 4월 5일 - )은 대한민국의 전직 축구 선수 및 현 지도자 겸 행정가로 현재 대한축구협회 부회장직을 맡고 있다.

## 개요
전라남도 고흥군 출생으로 서울불광초등학교, 경성중학교, 경성고등학교, 연세대학교를 졸업하였다. 오랫동안 일본에서 지도자 생활을 한 점에 착안하여 '외룡사마'라는 별명이 붙었다.

## 클럽 경력
1982년, 당시 실업 축구단이었던 대우에서 자신의 성인 축구 경력을 시작하였다.
K리그 창설 원년인 1983년 대우 로얄즈에서 데뷔하여, 1984년·1987년 K리그 우승, 1983년 K리그 준우승에 공헌하였다. 무릎 부상으로 1987 시즌이 끝난 뒤 29세의 젊은 나이에 은퇴하였지만, 1989년 도스 퓨처스에서 플레잉 코치로 다시 활약한 뒤 은퇴하였다.

## 국가대표팀 경력
1979년 연고전에서 좋은 기량을 선보이며 당시 주전 수비수였던 이장수 대신 국가대표팀으로 첫 선발되었다. 1986년 FIFA 월드컵 예선에서 무릎 부상을 당하여 본선 대회에는 참가하지 못하였다. 1980년 AFC 아시안컵 등의 많은 대회에서 뛰었고, A매치 30경기에서 1골을 넣었다.

## 플레이 스타일
현역 시절 주포지션은 왼쪽 풀백이었다.

## 지도자 경력
1988년 은퇴 후, 대우 로얄즈에서 코치로 활동하였고, 1988년 아주대학교 코치로 옮겼다.
1989년 도스 퓨처스에서 플레잉 코치로 활약한 뒤 다시 은퇴하였고, 이후 계속 도스 퓨처스의 코치로 활동하였다. 1992년 도스 퓨처스의 유스 팀 감독으로 자리를 옮겼다. 이후 지도력을 인정받아 1995년 도스 퓨처스의 코치로 활동하다 감독 대행을 맡았고, 1996년 감독 겸 하부조직 총감독을 겸임하였다.
이후 자식들의 교육 문제로 1997년 부산 대우 로얄즈의 코치로 옮겨 활약하였고, 1999년 감독 대행이었던 신윤기 감독 대행이 급성 백혈병에 따른 뇌졸중으로 갑작스럽게 사망하자, 감독 대행을 맡아 혼란에 빠졌던 팀을 수습하여 K리그 준우승을 이끌었다.
이후 다시 일본으로 건너가 1999년 일본축구협회 공인 S급 라이센스를 취득하였고, 2000년 이국수 총감독의 부름으로 베르디 가와사키 감독에 취임하였다 (실질적인 지휘는 총감독인 이국수가 하였다.). 2001년 콘사돌레 삿포로 수석 코치로 옮겨 활약하였고, 2002년 시즌 도중 라도미로 이반체비치 감독이 성적 부진으로 경질되자, 콘사돌레 삿포로 감독으로 승격하였다. 이후 2003년에도 시즌 도중 감독을 맡았다.
2004년 인천 유나이티드 FC의 수석 코치로 활동하다, 시즌 도중 베르너 로란트 감독이 성적 부진으로 사임하자 감독 대행을 맡았다. 2005년 1월 정식 감독으로 취임하여, 그 해 팀의 K리그 준우승을 이끌어 최우수 감독에 선정되었다. 2006년 12월, 1년 동안 영국으로 연수를 간다는 파격적인 조건으로 인천 유나이티드 FC와 3년 재계약에 합의하였고, 2007년 한 해 동안 영국으로 지도자 연수를 떠났다. 2007년 12월 박이천 감독 대행이 이끌고 있던 인천 유나이티드 FC의 감독으로 복귀하였고, 2008년 12월 오미야 아르디자 감독에 부임하였으나 이듬해 13위를 기록하였고, 2010년 시즌 초반 성적 부진과 건강상의 문제로 자진 사임하였다.

## 플레이 스타일
1980년대 초반 국가대표팀의 왼쪽 풀백으로 활약하였고, 정확한 태클과 지능적인 수비력이 트레이드 마크였다.

## 경력 목록

### 선수 경력
- 1982년 ~ 1987년  대우 로얄즈
- 1989년  도스 퓨처스

### 국가대표팀 경력
- 1980년 AFC 아시안컵 대표

### 지도자 경력
- 1987년  대우 로얄즈 코치
- 1988년  아주대학교 코치
- 1989년 ~ 1991년  도스 퓨처스 코치
- 1992년 ~ 1994년  도스 퓨처스 유스 감독
- 1995년  도스 퓨처스 코치
- 1995년 ~ 1996년  도스 퓨처스 감독
- 1997년 ~ 1999년  부산 대우 로얄즈 코치
- 1999년  부산 대우 로얄즈 감독
- 2000년  베르디 가와사키 감독
- 2001년 ~ 2002년  콘사돌레 삿포로 코치
- 2002년  콘사돌레 삿포로 감독
- 2003년  콘사돌레 삿포로 감독
- 2004년  인천 유나이티드 FC 수석코치
- 2004년 ~ 2006년  인천 유나이티드 FC 감독
- 2008년  인천 유나이티드 FC 감독
- 2009년 ~ 2010년  오미야 아르디자 감독
- 2011년 ~  칭다오 중넝 감독
- 2012년  다롄 아얼빈 감독
- 2012년 ~ 2013년  칭다오 중넝 감독
- 2016년 ~ 2017년  충칭 리판 감독
- 2018년  허난 젠예 감독
- 2019년 ~  충칭 리판 감독

## 수상 내역

### 개인
- 1983년 K리그 베스트 11 선정
- 1985년 K리그 베스트 11 선정
- 2005년 K리그 감독상 수상

### 클럽

#### 대우 로얄즈
- K리그 우승 2회 (1984년, 1987년)
- K리그 준우승 1회 (1983년)
- 프로축구선수권대회 준우승 1회 (1986년)
- 아시아 클럽 챔피언십 우승 1회 (1986년)

### 감독

#### 부산 대우 로얄즈(감독 대행)
- K리그 준우승 1회 (1999년)

#### 인천 유나이티드 FC
- K리그 준우승 1회 (2005년)

### 국가 대표팀
- 1980년 AFC 아시안컵 준우승